# Le Chalet
Le Chalet é uma série de televisão francesa de seis episódios, criada por Alexis Lecaye e dirigida por Camille Bordes-Resnais, que estreou em 26 de março de 2018 no France 2.

## Sinopse
O enredo alterna entre dois cronogramas separados por vinte anos.

### Linha do tempo de 1997
Jean-Louis Rodier, um escritor parisiense que sofre de bloqueio de escritor, decide se mudar com sua família para a cidade natal de sua esposa Françoise, Valmoline: uma pequena aldeia nos Alpes. Ele aluga uma casa de propriedade de Philippe e Florence Personnaz, que também são os proprietários do único bar da cidade. A transição da família para sua nova vida é complicada pela natureza insular da aldeia e pela falta de progresso de Jean-Louis em seu segundo romance. Devido a seus sentimentos de inadequação, Jean-Louis afasta sua esposa e busca consolo por fazer amizade com a irmã de Philippe, Muriel, a dona do bar local. Jean-Louis vê a vida provincial de Muriel como cenário possível para seu futuro romance.
Ao mesmo tempo, o filho de Jean-Louis e Françoise, Julien, faz amizade com Alice Bordaz, a filha do carpinteiro local. Ele é recebido com hostilidade aberta pelos outros garotos da aldeia, particularmente por Sébastien Genesta, que tem sentimentos não correspondidos por Alice.
Então, de repente, os Rodiers se foram, sem qualquer explicação.

### Linha do tempo de 2017
Manu Laverne, uma das crianças que cresceram em Valmoline, decide reunir seus amigos de infância no chalé recém-reformado para seu casamento com Adele, que está grávida de dois meses.
Seus convidados chegam na estação de trem nas proximidades e viajam em direção ao chalé. Depois que eles cruzam a ponte que serve como o único acesso a Valmoline, há um deslizamento de rochas que corta completamente o grupo do mundo exterior. Eles logo descobrem que o telefone e a conexão à Internet também pararam de funcionar.
Isolado com os últimos seis membros da aldeia, segredos do passado e uma terrível vingança começam a se desenrolar.

## Elenco
- Chloé Lambert: Muriel Personnaz
- Philippe Dusseau: Philippe Personnaz
- Samantha Markowic: Florence Personnaz
- Éric Savin: Étienne Genesta
- Blanche Veisberg: Christine Personnaz
- Thierry Godard: Alexandre Gossange
- Manuel Blanc: Jean-Louis Rodier
- Mia Delmaë: Françoise Rodier
- Pasquale d'Inca: Milou Bordaz
- Nicolas Gob: Sébastien Genesta (adulto)
- Max Libert: Sébastien Genesta (criança)
- Agnès Delachair: Alice Bordaz (adulta)
- Louvia Bachelier: Alice Bordaz (criança)
- Marc Ruchmann: Manu Laverne (adulto)
- Émilie de Preissac: Adèle / Amélie Rodier
- Félix Lefèbvre: Julien Rodier
- Nade Dieu: Mathilde Reynard
- Pierre-Benoist Varoclier: Olivier Salvet
- Laura Meunier: Amélie Rodier
- Maud Jurez: Maud Dautremer
- Arthur Dujardin: Thierry Personnaz (criança)
- Eliott Lobrot: Laurent Personnaz (criança)
- Charles Petit: Laurent Personnaz (adulto)
- Catherine Vinatier: Doutor Ségur, especialista psiquiátrico
- Jean-Toussaint Bernard: Thierry Personnaz (adulto)
- Fleur Geffrier: Erika Personnaz
- Fleur Lise Heuet: Tiphaine
- Mathieu Simonet: Fabio Romani